# Конфигурация Рейе

Конфигурация Рейе

В математике конфигурация Рейе, предложенная Теодором Рейе в 1882  , — это конфигурация 12 точек и 16 прямых.
Каждая точка конфигурации принадлежит четырём прямым, а каждая прямая содержит три точки.
Таким образом, конфигурация Рейе обозначается как 124163.

## Реализация
Конфигурация Рейе может быть реализована в трёхмерном проективном пространстве, если взять в качестве прямых 12 рёбер и четыре длинные диагонали куба, а в качестве точек — восемь вершин куба, его центр и три точки, где четыре параллельных ребра пересекаются на бесконечности. Два правильных тетраэдра могут быть вписаны в куб, образуя звёздчатый октаэдр. Эти два тетраэдра являются перспективными друг другу фигурами четырьмя различными путями, а другие четыре точки являются их центрами перспективы. Эти два тетраэдра вместе с тетраэдром, образованным оставшимися 4 точками, образуют десмическую систему трёх тетраэдров.
Любые две непересекающиеся сферы в трёхмерном пространстве с различными радиусами имеют два бикасательных двойных конуса, вершины которых называются центрами подобия. Если даны три сферы и их центры не коллинеарны, их шесть центров подобия образуют шесть точек полного четырёхсторонника, четыре прямых которого называются осями подобия. Если же даны четыре сферы и их центры не лежат в одной плоскости, то они образуют 12 центров подобия и 16 осей подобия, дающих вместе конфигурацию Рейе.
Конфигурацию Рейе можно реализовать в виде точек и прямых на евклидовой плоскости, если нарисовать трёхмерную конфигурацию в 3-точечной перспективе. Конфигурация 83122 восьми точек на вещественной проективной плоскости и 12 прямых, соединяющих их со схемой соединений куба, может быть расширена до конфигурации Рейе тогда и только тогда, когда восемь точек являются перспективной проекцией параллелепипеда.

## Приложения
Аравинд обратил внимание на то, что конфигурация Рейе лежит в основе доказательства теоремы Белла об отсутствии скрытых переменных в квантовой механике.

## Связанные конфигурации
Конфигурация Паппа может  быть получена из двух треугольников, являющихся перспективными фигурами относительно друг друга тремя различными путями аналогично интерпретации конфигурации Рейе с использованием десмических тетраэдров.
Если конфигурация Рейе образована из куба в трёхмерном пространстве, имеется 12 плоскостей, каждая из которых содержит четыре прямые — шесть граней куба и шесть плоскостей через противоположные стороны куба. Пересечение этих 12 плоскостей и 16 прямых с другой плоскостью в общем положении даёт конфигурацию 163124, двойственную конфигурации Рейе. Конфигурация Рейе и двойственная ей вместе образуют конфигурацию 284284.
Существует 574 различных конфигураций типа 124163.